# La Vírgen (Piura)
La Vírgen es un caserío peruano ubicado en el distrito de Canchaque, perteneciente a la provincia de Huancabamba del departamento de Piura, al norte del Perú. 

## Ubicación
La Vírgen se ubica al noroeste de la provincia de Huancabamba, en el distrito de Canchaque, en el departamento de Piura.

## Demografía
En 2017 La Vírgen tenía una población de 111 habitantes.
| Gráfica de evolución demográfica de La Vírgen entre 1993 y 2017 |
|                                                                 |
| Fuentes: Población 1993 y 2017                                  |